# 山下洞人
山下洞人（やましたどうじん）は、1968年に沖縄県那覇市山下町の山下町第一洞穴遺跡から発見された約3万2000年前の旧石器時代の化石人骨である。
発見されたのは、8歳程度の幼児（女子）のものとみられる大腿骨、脛骨、腓骨各1本で、放射性炭素年代測定では3万2000年前(較正年代では3万6000年前)のものとされた。これは、更新世（洪積世）後期に相当する。日本国内最古の人骨とされるが、人骨から直接抽出されたタンパク質を調べたのではなく、人骨と一緒に出土した炭化物の年代を測定したもので、信憑性が劣る。